# بيلي لويس (لاعب كرة قدم)
بيلي لويس (بالإنجليزية: Billy Lewis)‏ هو لاعب كرة قدم بريطاني، ولد في 29 مارس 1931، وتوفي في 12 نوفمبر 2015.